# James F. Reed
James Frazier Reed (Contea di Armagh, 14 novembre 1800 – San Jose, 24 luglio 1874) è stato un imprenditore irlandese.
Fu anche un soldato e un pioniere nell'ovest statunitense, noto per essere stato un membro organizzatore dell'emigrazione sfortunata della spedizione Donner in California nel 1846.

## Biografia
Nato nella contea di Armagh, in Irlanda (ora Irlanda del Nord), Reed sosteneva di essere di nobile stirpe polacca.  Dopo la morte di suo padre, emigrò con sua madre negli Stati Uniti d'America. Una volta lì, sua madre lo mandò a vivere con un membro della famiglia in Virginia, dove lavorò come impiegato nel negozio di famiglia. Verso il 1825, si trasferì in Illinois, dove si interessò alle miniere. Mentre viveva lì, gestì diverse attività commerciali e prese parte alla Guerra di Falco Nero del 1832, prestando servizio nell'esercito di Abraham Lincoln.
Nel 1835, sposò Margret Keyes Backenstoe, una vedova con una figlia, Virginia Elizabeth Backenstoe, che Reed non adottò ma che prese comunque il nome di Virginia Reed. La coppia si sposò e ebbe altri quattro figli a Springfield: Martha Jane (chiamata Patty); James F. Jr., Thomas Keyes e Gershom Francis, che morì in tenera età.

## Spedizione Donner
Nel 1845, Reed decise di dirigersi a ovest verso la California e organizzò un piccolo gruppo, che lasciò l'area di Springfield nella primavera del 1846. Gli altri membri erano George Donner, suo fratello Jacob, le loro famiglie e alcuni loro dipendenti. Ogni capofamiglia aveva tre carri. Oltre a due carri di rifornimento, Reed ne aveva fatto uno particolarmente comodo per la sua famiglia, che da allora è diventato leggendario.  I Reed e i Donner lasciarono Springfield il 14 aprile e si unirono a un grande convoglio guidato da William H. Russell il 19 maggio.
Mentre erano accampati nel Wyoming, i Reed i Donner e alcune altre famiglie decisero di separarsi dal sentiero principale e prendere una nuova rotta chiamata Hastings Cutoff, che era stata pubblicizzata come scorciatoia attraverso il Grande Bacino. Elessero come capo George Donner, creando la cosiddetta spedizione Donner, e si separarono dagli altri emigranti il 20 luglio. La nuova rotta si rivelò molto lenta e ardua. Mentre attraversava il deserto ad ovest del Gran Lago Salato, Reed abbandonò due dei suoi carri dopo aver perso la maggior parte dei suoi buoi. La spedizione Donner raggiunse finalmente la pista della California il 26 settembre vicino a Elko in Nevada, dopo aver impiegato tre settimane in più rispetto alla rotta tradizionale.
Il 6 ottobre, mentre viaggiava lungo il fiume Humboldt, Reed litigò con due esponenti della spedizione e, nella lotta, pugnalò a morte John Snyder. Un emigrante propose di impiccarlo ma, dopo che sua moglie chiese clemenza, gli altri emigranti decisero di bandirlo. Inizialmente si rifiutò di accettare la loro decisione, ma alla fine accettò di andare al Forte Sutter, nella Valle del Sacramento, per rifornirsi. Dopo un difficile viaggio, durante il quale quasi morì di fame, Reed raggiunse il forte il 28 ottobre. Dopo due giorni di riposo, tentò di riportare le provviste alla carovana, ma la neve alta gli bloccò la strada.
L'inizio dell'inverno non solo bloccò il ritorno di Reed, ma intrappolò anche la spedizione Donner nella Sierra Nevada. I suoi membri crearono rifugi improvvisati, sperando di riprendere presto il loro viaggio, ma vennero costretti a trascorrere l'inverno sulle montagne. Erano già a corto di viveri e furono costretti a macellare i loro buoi per procurarsi il cibo. Con il passare dell'inverno, molti emigranti morirono di fame e alcuni ricorsero al cannibalismo.
Nel frattempo, Reed, bloccato in California, cercò di organizzare un'altra spedizione di soccorso, ma i disordini della guerra messico-statunitense non solo interruppero i suoi sforzi, ma lo costrinsero anche a prendere le armi. Il 2 gennaio 1847, Reed partecipò alla battaglia di Santa Clara. Mentre si trovava nella zona, Reed operò per assicurarsi la terra a Santa Clara, dove alla fine portò la sua famiglia.
All'inizio di febbraio del 1847, i cittadini e gli ufficiali navali di San Francisco finanziarono una missione di salvataggio per la spedizione Donner rimasta bloccata. Il suo capo era Selim E. Woodworth, un ufficiale di marina, con Reed come secondo in comando. Questi radunò uomini e provviste nelle valli di Sonoma e Napa, a nord della Baia di San Francisco, e si diresse verso le montagne. Reed incontrò sua moglie Margret, sua figliastra Virginia e il figlio James Jr. che erano riusciti a venir fuori dalle montagne. Dopo la riunione familiare Reed e i suoi uomini proseguirono raggiungendo il campo, dove erano rimasti i suoi figli, Martha (8) e Thomas (3), ancora bloccati. Reed condusse una squadra di emigranti fuori dai campi, ma una forte bufera di neve li intrappolò in cima al passo Donner per due giorni, durante i quali il gruppo rimase senza cibo. Quando passò la tempesta, la maggior parte dei rifugiati era troppo debole per continuare. Reed partì con i suoi figli ma dovette lasciare gli altri alle spalle. Pochi giorni dopo, tuttavia, un'altra spedizione riuscì a salvarli.
Riunita, la famiglia Reed si riprese nella Napa Valley per molte settimane, dove fu brevemente sceriffo di Sonoma. Nel 1847, prese la sua famiglia per rianimare i frutteti trascurati della Missione San José. Prese in affitto i frutteti e in quell'estate raccolse mele, fichi, pere e mele cotogne, che spedì alle Hawaii, scambiando con cacao, caffè, riso e zucchero.
A meno di un anno dalla loro fuga dalla neve, i Reed ebbero un altro figlio, Charles Cadden Reed. Willianoski Yount, chiamato Willie, lo seguì nel 1850, ma non riuscì a sopravvivere alla sua infanzia.
Nella primavera del 1848, Reed si unì alla corsa all'oro californiana, trovando ricchi giacimenti nella zona di Placerville. Ritornato a San Jose nell'autunno di quell'anno, iniziò una vita attiva in comunità. La famiglia si stabilì in un ranch di 200 ettari tra First Street e Coyote Creek, nell'attuale Downtown San Jose. Nel 1849, Reed divenne il capo della polizia del dipartimento di polizia di San Jose.
Reed divenne anche un costruttore immobiliare e speculò nelle imprese minerarie. La suddivisione della terra di Reed nel 1849 portò alla denominazione di Reed, Carrie, Margaret, Keyes, Lewis, Martha, Patterson e Virginia Streets in onore dei membri della famiglia Reed. L'attuale Reed School prende il nome dal Frazier O. Reed, nipote di James Reed. Durante il processo dello stato della California, Reed fu uno dei principali sostenitori di un piano per rendere San Jose la capitale della California, e donò quattro isolati alla causa.
Nel 1856, fu scoperto l'oro nelle vicine montagne di Santa Cruz, e Reed iniziò di nuovo a fare qualche ricerca. Prendendo due dei suoi figli, prese in affitto una licenza mineraria dal proprietario del Rancho Zayante Isaac Graham, su un torrente affluente del fiume San Lorenzo . La zona non produsse mai molto oro, ma la zona vicino all'attuale Felton divenne comunque nota come " Gold Gulch ".
Reed morì a San Jose il 24 luglio 1874, a 73 anni. Fu sepolto nel cimitero di Oak Hill.